# Râul Valea Seacă, Gârcin
Râul Valea Seacă este un curs de apă, afluent al râului Gârcinul Mic. 